# Rokovce
Rokovce (horvátul: Rokovci) falu Horvátországban Vukovár-Szerém megyében. Közigazgatásilag Andriasevcéhez tartozik.

## Fekvése
Vukovártól légvonalban 24, közúton 32 km-re délnyugatra, a Nyugat-Szerémségben, a Szlavóniai-síkság keleti részén, a Bosut bal partján, községközpontjával átellenben fekszik.

## Történet
A falu a Rokovce nevet a település Szent Rókusnak szentelt templomáról kapta. A középkorban szokás volt a falvakat templomuk védőszentjéről elnevezni. A falut 1486-ban „Rokowcz” néven említik a Matucsinai család birtokaként. A középkori falu nem a mai helyen, hanem a Kunjevačka-erdő szélén, a mai falutól északra feküdt. A Szent Rókus templom nem a ma Rokovačke zidinének nevezett romok mellett, hanem attól távolabb állt. Lakói csak a török kiűzése után települtek a mai helyre, de továbbra is a régi templom köré temetkeztek, mely a temetőjük lett. Az új falu templomát szintén Szent Rókusnak szentelték.
A térséget a török 1526-ban, Valkóvár eleste után szállta meg, és 1687-ig török uralom alatt állt. A török kiűzése után Boszniából és Dalmáciából érkezett katolikus horvátokkal (sokácok) népesítették be. 1745-től megkezdődött a katonai határőrvidék szervezése. 1753-ban a település a Bródi határőrezred igazgatása alá került. Az itteni határőrök a Habsburg Birodalom minden csataterén harcoltak.
Az első katonai felmérés térképén „Rokovcze” néven található. Lipszky János 1808-ban Budán kiadott repertóriumában „Rokovcze” néven szerepel. Nagy Lajos 1829-ben kiadott művében „Rokovcze” néven 112 házzal, 558 katolikus és 3 ortodox vallású lakossal találjuk. 1873-ban megszüntették a katonai igazgatást és 1881-ben Rokovcét is a polgári Horvátországához csatolták.
1857-ben 529, 1910-ben 822 lakosa volt. Szerém vármegye Vinkovcei járásához tartozott. Az 1910-es népszámlálás adatai szerint lakosságának 79%-a horvát, 15%-a német, 3%-a magyar és 2%-a szerb anyanyelvű volt. A település az első világháború után az új szerb-horvát-szlovén állam, majd később (1929-ben) Jugoszlávia része lett. 1941–1945 között a Független Horvát Államhoz tartozott, majd ismét Jugoszlávia fennhatósága alá került. 1991-ben lakosságának 98%-a horvát nemzetiségű volt. 1991-től a független Horvátország része. A településnek 2011-ben 2029 lakosa volt.

## Népessége
| Lakosság változása | Lakosság változása | Lakosság változása | Lakosság változása | Lakosság változása | Lakosság változása | Lakosság változása | Lakosság változása | Lakosság változása | Lakosság változása | Lakosság változása | Lakosság változása | Lakosság változása | Lakosság változása | Lakosság változása | Lakosság változása |
| ------------------ | ------------------ | ------------------ | ------------------ | ------------------ | ------------------ | ------------------ | ------------------ | ------------------ | ------------------ | ------------------ | ------------------ | ------------------ | ------------------ | ------------------ | ------------------ |
| 1857               | 1869               | 1880               | 1890               | 1900               | 1910               | 1921               | 1931               | 1948               | 1953               | 1961               | 1971               | 1981               | 1991               | 2001               | 2011               |
| 529                | 467                | 588                | 704                | 913                | 822                | 907                | 1.055              | 1.206              | 1.389              | 1.584              | 1.680              | 1.830              | 1.955              | 2.084              | 2.029              |

## Gazdaság
A településen hagyományosan a mezőgazdaság és az állattartás képezi a megélhetés alapját. 

## Nevezetességei
- Szent Rókus tiszteletére szentelt római katolikus templomát 1814-ben építették a 18. századi régi fatemplom helyén. A templomot belülről és kívül is többször felújították 1938-ban, 1951-ben, 1983-ban és 2001-ben. 1920-ban Zágrábban három harangot vásároltak a templom számára. A villamos energiát 1958-ban vezették be, a templomtornyokat 1960 nyarán újjáépítették, a gázfűtést pedig 2002 őszén vezették be. A templom nem sérült meg a második világháború és a horvátországi háború alatt sem, de nagyon rossz állapotban volt, ezért az újjáépítés 1999-ben megkezdődött. Ugyanebben az évben a régi, nedvesség miatt tönkrement sekrestyét lebontották és egy újat építettek helyette. 2000-ben felújították a templomtornyot, 2001-ben pedig a templom külsejét. A mai plébániatemplom egyhajós, hosszúkás épület, kissé lekerekített apszissal, déli oldalán négyszög alakú sekrestyével és a főhomlokzat feletti harangtoronnyal a homlokzatban. Máig megtartotta eredeti építészeti stílusának jellemzőit.

- A falu mellett ma látható romok, amelyeket a helyiek „Rokovačke zidine”-nek hívnak, alapvetően egy falazott középkori templom maradványai Harapkó[6] középkori birtokán. Maga a lelőhely[7] a falaknál valamivel tágabb területet foglal magában. A harapkói kastély a harapkói Botos család tulajdonában volt. Feltételezik, hogy a templomot Botos II. András építette, aki 1441 elején halt meg. Valószínűleg azt tervezte, hogy a már korábban itt állt templomot is kibővíti a ferencesek kolostorának kibővítése során a 15. század első harmadában, mivel a templom a korábbi korszakok stílusának jegyeit is mutatja. Az itt állt templom ferences templom volt, amelyet a kastély és Harapkó település lakói, esetleg a környéken fekvő kisebb települések lakosai is látogattak. A 2019-ben végzett régészeti feltárások során több sírt is feltártak, amelyek középkori szokás szerint a templom körül helyezkedtek el. A szakemberek egy vékony földréteg alatt egy másik falazott épület maradványaira is bukkantak, melyet a ferencesek itteni kolostorával azonosítottak. A falakat részben római téglából, részben középkori téglákból építették, ami azt jelenti, hogy a közelben római kori épület is állt. A falak több mint egy méter szélesek és körülbelül 150 négyzetméterre terjednek ki.[8]

- Harapkó várának maradványai a falutól 4 km-re északra találhatók. Itt egy kisméretű, 75x75 m-es erődítmény állt, mely a Báza átkelőhelyét őrizte. 1435-ből és 1496-ból származó történelmi források szerint az erőd Harapkó település részét képezte, amely magában foglalta a templom a ferences kolostor templom maradványait is. A középkori Harapkó a mai Rokovci elődje volt, mely a 18. század elején települt át a jelenlegi helyére.[9]

## Kultúra
A KUD "Slavko Janković" Rokovci-Andijaševci kulturális és művészeti egyesületet 1937-ben alapították. Célja a két település népi hagyományainak, dalainak, táncainak, népszokásainak őrzése és bemutatása. Az egyesület folklórcsoportja évekig az első három népi együttes között volt a Vinkovci ősz folklór estjein, ahol a táncot, az éneklést és a népviselet eredetiségét értékelték.

## Oktatás
Ivana Brlić-Mažuranić általános iskola, Andrijaševci

## Sport
- HNK Frankopan Rokovci-Andrijaševci labdarúgóklub. 1931-ben alapították, a megyei 2. ligában szerepel.
- MRK Frankopan Rokovci-Andrijaševci

## Egyesületek
- UM „Ruke” Rokovci ifjúsági egyesület
- Udruga umirovljenika nyugdíjas egyesület
- Udruga žena nőegyesület
- Udruga Academus